# Schöneck (Assia)
Schöneck è un comune tedesco di 11 986 abitanti situato nel land dell'Assia.